# Hydroporus brucki
Hydroporus brucki is een keversoort uit de familie waterroofkevers (Dytiscidae). De wetenschappelijke naam van de soort is voor het eerst geldig gepubliceerd in 1875 door Wehncke.